# 96 av. J.-C.
Cette page concerne l'année 96 av. J.-C. du calendrier julien proleptique.

## Événements
- 4 novembre 97 av. J.-C. (1er janvier 658 du calendrier romain) : début à Rome du consulat de Caius Cassius Longinus et Gnaeus Domitius Ahenobarbus[1].

- La Cyrénaïque est léguée à Rome à la mort d’Apion, bâtard de Ptolémée VIII Physcon[1].
- Antiochos VIII Gryphos, roi de Syrie, est assassiné par l'usurpateur Héracléon de Beroea ou à son instigation. Séleucos VI Épiphane succède à son père Gryphos. Il doit reprendre la Coélésyrie à son oncle Antiochos IX de Cyzique (95 av. J.-C.) et lutter contre son cousin Antiochos X (fin de règne en 93 av. J.-C.)[2].
- Cléopâtre V Séléné épouse Antiochos IX, frère de son second mari[3].

- Alexandre Jannée occupe Gaza qui n’a pu être secourue à temps par le roi nabatéen Arétas II. Une partie de la population, dont les membres du Conseil (Boulè) est massacrée et la ville est ruinée[4].
- En Judée, les pharisiens mettent en doute la légitimité du sacerdoce d’Alexandre Jannée. La foule le conspue le jour de la Fête des tabernacles. En représailles, le roi fait massacrer 6 000 personnes[5]. Après avoir réprimé la révolte, Alexandre Jannée se tourne vers la Transjordanie, fait démolir Amathonte et soumet la Galaaditide, avant d’être battu par Obodas de Nabatène en 93 av. J.-C.[6].

- Début du règne d'Obodas Ier, roi de Nabatène (fin en 85 av. J.-C.)[7]. Apogée de Pétra, capitale des Nabatéens, taillée dans le roc. Elle compte 30 000 habitants et tire ses revenus du contrôle du trafic de l’encens et de la myrrhe entre le Sud de l’Arabie et le marché méditerranéen.

## Décès en 96 av. J.-C.
- Antiochos VIII, roi séleucide.
- Ptolémée Apion, roi de Cyrénaïque.
- Arétas II, roi des Nabatéens.